# Герб Каргапольского района
Герб Каргапольского района Курганской области Российской Федерации — опознавательно-правовой знак, составленный по правилам и соответствующим традициям геральдики, и отражает исторические, культурные, социально-экономические, национальные и иные местные традиции.
Герб утверждён решением Каргаполькой районной Думы 30 декабря 2008 года № 392 и внесён в Государственный геральдический регистр Российской Федерации с присвоением регистрационного номера 4715.

## Описание
«В серебряном поле, опрокинутое вогнутое острие, шестикратно веерообразно разбитое на соответственно изогнутые лазоревые (синие, голубые) и серебряные части и сопровожденное внизу двумя сообращенно стоящими и воздевшими головы и крылья черными с золотыми лапами, глазами и клювами воронами».
Герб Каргапольского района, в соответствии с п. 7.2 Закона Курганской области от 1 декабря 1997 года № 90-ОЗ «О гербе и флаге Курганской области» воспроизводится с вольной частью – четырехугольником, примыкающим к верхнему правому углу герба Каргапольского района с воспроизведенными в нём фигурами из герба Курганской области.
Герб Каргапольского района в соответствии с Методическими рекомендациями по разработке и использованию официальных символов муниципальных образований (Раздел 2, Глава VIII, п.п. 45-46), утверждёнными геральдическим Советом при Президенте Российской Федерации 28.06.2006 года может воспроизводиться со статусной короной установленного образца.

## Символика
Символика фигур герба многозначна:
- Вороны указывают на название района. По одной из версий Каргаполь означает «воронье поле».
- Чёрный цвет ворон аллегорически указывает на чёрную плодородную землю, привлекавшую переселенцев на протяжении многих лет. Основным занятием местных жителей на протяжении всех времен было сельское хозяйство. По своим производственным показателям район находится в числе лучших районов области.
- Вогнутое острие – аллегория источника, символ плодородия, изобилия, жизни, символ реки Миасс, своеобразной оси заселения территории нынешнего Каргапольского района. В весеннюю пору и в сезон дождей река в своем нижнем течении становится судоходной.

Серебро — символ чистоты, совершенства, мира и взаимопонимания.
Лазурь — символ бескрайнего неба, водных просторов, чести, духовности, благородства.
Чёрный цвет — символ плодородия, мудрости, скромности, вечности бытия.
Золото — символ урожая, богатства, стабильности, уважения и интеллекта..

## Авторская группа
- идея герба:
  - Галина Русанова (Москва)
  - Константин Моченов (Химки)
- художник: Галина Русанова (Москва)
- компьютерный дизайн: Оксана Афанасьева (Москва)
- обоснование символики: 
  - Кирилл Переходенко (Конаково)
  - Вячеслав Мишин (Химки)